# BPIFA1
BPIFA1 (англ. BPI fold containing family A member 1) – білок, який кодується однойменним геном, розташованим у людей на короткому плечі 20-ї хромосоми. Довжина поліпептидного ланцюга білка становить 256 амінокислот, а молекулярна маса — 26 713.
| 10         |  | 20         |  | 30         |  | 40         |  | 50         |
| ---------- |  | ---------- |  | ---------- |  | ---------- |  | ---------- |
| MFQTGGLIVF |  | YGLLAQTMAQ |  | FGGLPVPLDQ |  | TLPLNVNPAL |  | PLSPTGLAGS |
| LTNALSNGLL |  | SGGLLGILEN |  | LPLLDILKPG |  | GGTSGGLLGG |  | LLGKVTSVIP |
| GLNNIIDIKV |  | TDPQLLELGL |  | VQSPDGHRLY |  | VTIPLGIKLQ |  | VNTPLVGASL |
| LRLAVKLDIT |  | AEILAVRDKQ |  | ERIHLVLGDC |  | THSPGSLQIS |  | LLDGLGPLPI |
| QGLLDSLTGI |  | LNKVLPELVQ |  | GNVCPLVNEV |  | LRGLDITLVH |  | DIVNMLIHGL |
| QFVIKV     |  |            |  |            |  |            |  |            |

A: Аланін

C: Цистеїн

D: Аспарагінова кислота

E: Глутамінова кислота

F: Фенілаланін

G: Гліцин

H: Гістидин

I: Ізолейцин

K: Лізин

L: Лейцин

M: Метіонін

N: Аспарагін

P: Пролін

Q: Глутамін

R: Аргінін

S: Серин

T: Треонін

V: Валін

Кодований геном білок за функціями належить до антибіотиків, антимікробних білків. 
Задіяний у таких біологічних процесах, як імунітет, вроджений імунітет, альтернативний сплайсинг. 
Секретований назовні.